# الکتروپاپ
الکتروپاپ (به انگلیسی: Electropop) نوعی از سبک موسیقی سینث‌پاپ است که تأکید بیشتری بر استفاده از صداهای قوی‌تر و متمایل‌تر به سبک الکترونیک دارد. از دههٔ ۲۰۰۰ تاکنون این سبک دوباره با محبوبیت زیادی روبرو شده و الهام‌بخش سبک‌های زیادی بوده‌است.

## تاریخچه

### ابتدای دههٔ ۱۹۸۰
در اوایل دههٔ ۱۹۸۰، هنرمندانی همچون گری نیومن، هیومن لیگ، سافت سل، جان فاکس و ویساژ کمک کردند تا نوع جدیدی از موسیقی سینث‌پاپ با تکیهٔ بیشتر و قوی‌تر بر سینث‌سایزرهای و عناصر موسیقی الکترونیک شکل بگیرد. شکل‌گیری سبک الکترو که توسط افریکا بمباتا ابداع و توسعه داده شده‌بود، به شدت تحت تأثیر آثار هنرمندان سینث‌پاپ و الکتروپاپ از جمله یلو مجیک ارکسترا و کرافت‌ورک قرار گرفته‌بود؛ و در مقابل الهام‌بخش آثار موسیقایی مدونا در سبک پاپ در دههٔ ۱۹۸۰ بود.

### قرن ۲۱
در سال ۲۰۰۹، رسانه‌ها اعلام کردند که با توجه به افزایش چشمگیر محبوبیت چندین هنرمند سبک الکترو پاپ، دورانی جدید با ستارگان متفاوتی از موسیقی الکتروپاپ در راه است. در نظرسنجی صدای سال ۲۰۰۹ که توسط بی‌بی‌سی و مابین ۱۳۰ موسیقیدان برگزار شد، از میان ۱۵ هنرمند برتر منتخب، ۱۰ مورد آن‌ها هنرمندان سبک الکتروپاپ بودند. لیدی گاگا از سال ۲۰۰۸ با اولین آلبوم خود یعنی آلبوم شهرت به موفقیت‌های تجاری بسیار زیادی دست پیدا کرد. سیمون رینولدز، موسیقی‌دان انگلیسی، می‌گوید «همه‌چیز در مورد گاگا از الکتروکلش می‌آید، بجز موسیقی او که منحصر به دههٔ ۱۹۸۰ نیست.» موسیقی پاپ کره‌ای نیز با توجه به آثار گروه‌هایی مانند سوپر جونیور، شاینی، اف (اکس) و گرلز جنریشن، مشخصاً تحت تأثیر سبک الکتروپاپ قرار گرفت.